# Benkovice
Benkovice (německy Benkowitz) je vesnice, část města Hradec nad Moravicí v okrese Opava. Nachází se asi 3 km na západ od Hradce nad Moravicí. Benkovice je také název katastrálního území o rozloze 4,34 km2.

## Historie
První písemná zmínka o obci pochází z roku 1363.
V letech 1850–1974 byla samostatnou obcí a od 1. ledna 1975 se vesnice stala součástí města Hradec nad Moravicí.

## Pamětihodnosti
- Kaple sv. Jana Nepomuckého
- Kaple sv. Jakuba apoštola, hřbitovní
- Křížová cesta
- Boží muka u čp. 49
- Boží muka stojí jihozápadně od obce